# Captain America (1944)
Captain America ist ein 15-teiliges Serial von 1944 und die erste Verfilmung der Comicfigur Captain America, gleichzeitig das letzte Superheldenserial, das von Republic Pictures produziert wurde. Der Hauptdarsteller Dick Purcell starb wenige Wochen nach den Dreharbeiten, die ihn offenbar zu sehr belastet hatten, obwohl die Stuntszenen durch einen der seinerzeit bedeutendsten Stuntmänner Hollywoods, Dale Van Sickel, gedoubelt wurden. Die Spezialeffekte stammen von den Gebrüdern Lydecker. Die Uraufführung fand am 5. Februar 1944 statt.

## Handlung
Eine Reihe von Wissenschaftlern begehen unter mysteriösen Umständen Suizid. Der Bürgermeister Randolph fordert von Polizeichef Dryden und Bezirksstaatsanwalt Gardner, die Fälle zu untersuchen. Gleichzeitig hofft er, dass Captain America, der der Polizei schon früher geholfen hat, sich auch dieser Sache annehmen wird. Gail Richards, Gardners Sekretärin, findet heraus, dass eine chemische Substanz mit Hypnosekraft, der Purpurtod genannt, mit den Selbstmorden zu tun hat. Sie stammt von Dr. Cyrus Maldor alias dem Skarabäus, einem Museumsdirektor.
Wie sich herausstellt, waren alle angeblichen Selbstmörder und Dr. Maldor Teilnehmer einer Forschungsexpedition in Zentralamerika, wo Ruinen der Maya untersucht wurden. Einer der überlebenden Wissenschaftler, Professor Lyman, sucht Hilfe bei Dr. Maldor, doch dieser gibt sich ihm gegenüber als Scarabäus zu erkennen. Er gibt zu, die Morde aus Rache begangen zu haben, da er die Expedition geplant und durchgeführt hat, doch nun alle Teilnehmer davon profitieren. Maldor zwingt Lyman mittels des Purpurtods, dessen Pläne für einen „dynamischen Vibrator“ zu offenbaren. Lyman bringt sich unter dem Einfluss des Purpurtods um.
Als Dr. Maldor den Tresor mit Lymans Plänen öffnen will, trifft er auf Captain America. Der in Gang gesetzte Vibrator lässt das Hochhaus, in dem er sich befindet, zusammenstürzen. Wie durch ein Wunder überlebt Captain America den Einsturz des Gebäudes. Nach zahlreichen Versuchen, Dr. Maldor festzunehmen, gelingt dies in der letzten Episode, als Maldor versucht, Gail mittels eines Gases in eine Mumie zu verwandeln. Maldor wird zum Tod auf dem elektrischen Stuhl verurteilt. Das Urteil wird um Mitternacht vollstreckt und als klassische Mauerschau inszeniert.

## Teile
Die Handlung wurde in 15 Abschnitten präsentiert:
1. The Purple Death
2. Mechanical Executioner
3. The Scarlet Shroud
4. Preview of Murder
5. Blade of Wrath
6. Vault of Vengeance
7. Wholesale Destruction
8. Cremation in the Clouds
9. Triple Tragedy
10. The Avenging Corpse
11. The Dead Man Returns
12. Horror on the Highway
13. Skyscraper Plunge
14. The Scarab Strikes
15. The Toll of Doom[2]

## Hintergrund
Da Republic bereits mit Comicverfilmungen wie Adventures of Captain Marvel und Spy Smasher Erfolg hatte, wurde aus rein kommerziellen Gründen erneut eine Comicadaption aufgegriffen. Die Dreharbeiten fanden vom 12. Oktober bis zum 24. November 1943 statt. Mit Produktionskosten in Höhe von $ 222.906 war es das teuerste je von Republic produzierte Serial. Trotz der erheblichen Abweichungen von der Comicvorlage war die Produktion ein Erfolg.
Die Abweichungen von der Comicvorlage sind gravierend. Der Captain ist kein junger Soldat, sondern ein ausgewachsener Staatsanwalt und trägt auch keinen magischen Schild, sondern einen Revolver. Auch bekämpft er keine Nazis, sondern einen für die zeitgenössischen Comics und Serials nicht unüblichen normalen verrückten Wissenschaftler.
Im Vorspann fährt der Captain offenbar eine Harley-Davidson, was Peter Fonda bewogen haben mag, Wyatts Motorrad in Easy Rider nach dem Serialvorbild zu benennen.

## Wiederaufführung, Überlieferung
Das Serial wurde ab dem 30. September 1953 unter dem Titel Return of Captain America erneut in den Verleih gebracht und jeweils zwischen Episoden der neuen Serials Canadian Mounties vs. Atomic Invaders und Trader Tom of the China Seas aufgeführt. 1993 erschien eine VHS-, 2009 eine DVD-Edition. Alle Episoden waren auf YouTube eingestellt, sind allerdings nicht mehr verfügbar, weil das mit diesen Videos verknüpfte YouTube-Konto gekündigt wurde.